# Le Monde diplomatique
Le Monde diplomatique (også kaldt Le Diplo i Frankrig) er en fransk venstreorienteret månedsavis, som har et globalt og intellektuelt engagement og som indeholder grundige, akademiske og veldokumenterede kommentarer og analyser af politiske og kulturelle temaer. [kilde mangler] Avisen er specielt kritisk over for nyliberalismen og dens virkninger på verden. [kilde mangler]
Den franske udgave udkom fra maj 1954 og havde i 2019 et oplag på 170 000. I 2021 udkommer månedsbladet  i 24 udgaver på andre sprog, deriblandt norsk, men ikke dansk. Totalt har alle udgaverne et oplag på 2,4 millioner.